# Betws-y-Coed
Betws-y-Coed (galés: [ˈbɛtʊs ə ˈkɔɨd]) es una aldea y comunidad en el valle de Conwy (condado de Conwy), Gales, ubicada en el condado histórico de Caernarfonshire, en el bosque de Gwydyr y a orillas del río Conwy. Es un destino turístico popular y la puerta de entrada al Parque nacional Snowdonia desde la ruta principal Londres-Holyhead (actualmente A5), construida por Thomas Telford a comienzos del siglo XIX, y que atraviesa el norte de Gales.
Posee gran cantidad de construcciones del siglo XVIII, incluyendo negocios, hoteles y la iglesia de Santa María.

## Toponimia
El nombre de la comunidad, que significa literalmente «lugar de rezo en el bosque», es uno de los nombres que se escribe de forma errónea con mayor frecuencia, llegándose a identificar 364 variantes del mismo en los diversos motores de búsqueda de internet. Se cree que «Betws» o «Bettws» deriva del inglés antiguo o anglosajón bedhus— casa de cuentas: una casa de oración u oratorio, que se convierte a betws en galés; y coed, que significa madera en galés. El primer registro del que se tiene constancia, Betus, data de 1254.

## Historia
El pueblo, que actualmente se encuentra dentro del Parque nacional Snowdonia, se encuentra en un valle cerca del punto donde el río Llugwy y el río Lledr se unen al río Conwy. En esta ubicación, una comunidad celta cristiana fundó un monasterio a finales del siglo VI. Una aldea se formó alrededor de éste a lo largo del tiempo. En el período medieval, la industria local de minas de plomo atrajo mineros y sus familias al pueblo.
Luego del Acta de Unión 1800 entre el Reino Unido e Irlanda, se propusieron mejores conexiones de transporte entre ambos países. Se decidió que la mejor ubicación para una carretera (la actual A5) entre Londres y Holyhead debería pasar por el pueblo. En 1815, el puente de Waterloo, construido por Thomas Telford, se creó para llevar el paso del tren de Irish Mail a través del río Conwy y a través de Betws-y-Coed. La inauguración de esta ruta convirtió al pueblo en una parada de importancia entre Corwen y Capel Curig y trajo un impulso económico a la zona. También impulsó una mejoría en las carreteras a Blaenau Ffestiniog, Llanrwst y Conwy.
En 1868, con la terminación de la línea del Valle de Conwy, se inauguró la estación de tren de Betws-y-Coed. La línea ferroviaria se construyó para abastecer a las industrias mineras de Blaenau Ffestiniog. Con la llegada del ferrocarril desde la estación de Llandudno Junction, la población de la localidad creció con unas 500 personas.

## Lugares de culto
La iglesia de Santa María (Church of St Mary) es una iglesia anglicana activa de la Iglesia de Gales, en el decanato de Arllechwedd, el arcedianato de Bangor y la diócesis de Bangor. Fue designado por Cadw como un monumento clasificado Grado II*.
La iglesia anglicana fue construida para acomodar a la población creciente de visitantes estivales al área. Reemplazó la Iglesia de San Miguel (St Michael's Old Church) del siglo XIV, de la cual el pueblo tomó su nombre de Betws. El edificio, con un costo de £5.000 (equivalente a £450.000 en 2019), fue diseñado por la sociedad de Paley and Austin de Lancaster. El principal benefactor fue el empresario liverpuliano Charles Kurtz. La construcción inició en 1870.
La iglesia fue consagrada en julio de 1873. En el interior, se ubica un techo de madera con una cruces y pisos y paredes hechas de distintos tipos de piedra, como piedra azul (bluestone) local, arenisca de Ancaster, y serpentina negra de Cornwall. Posee asientos para una congregación de 150 personas.

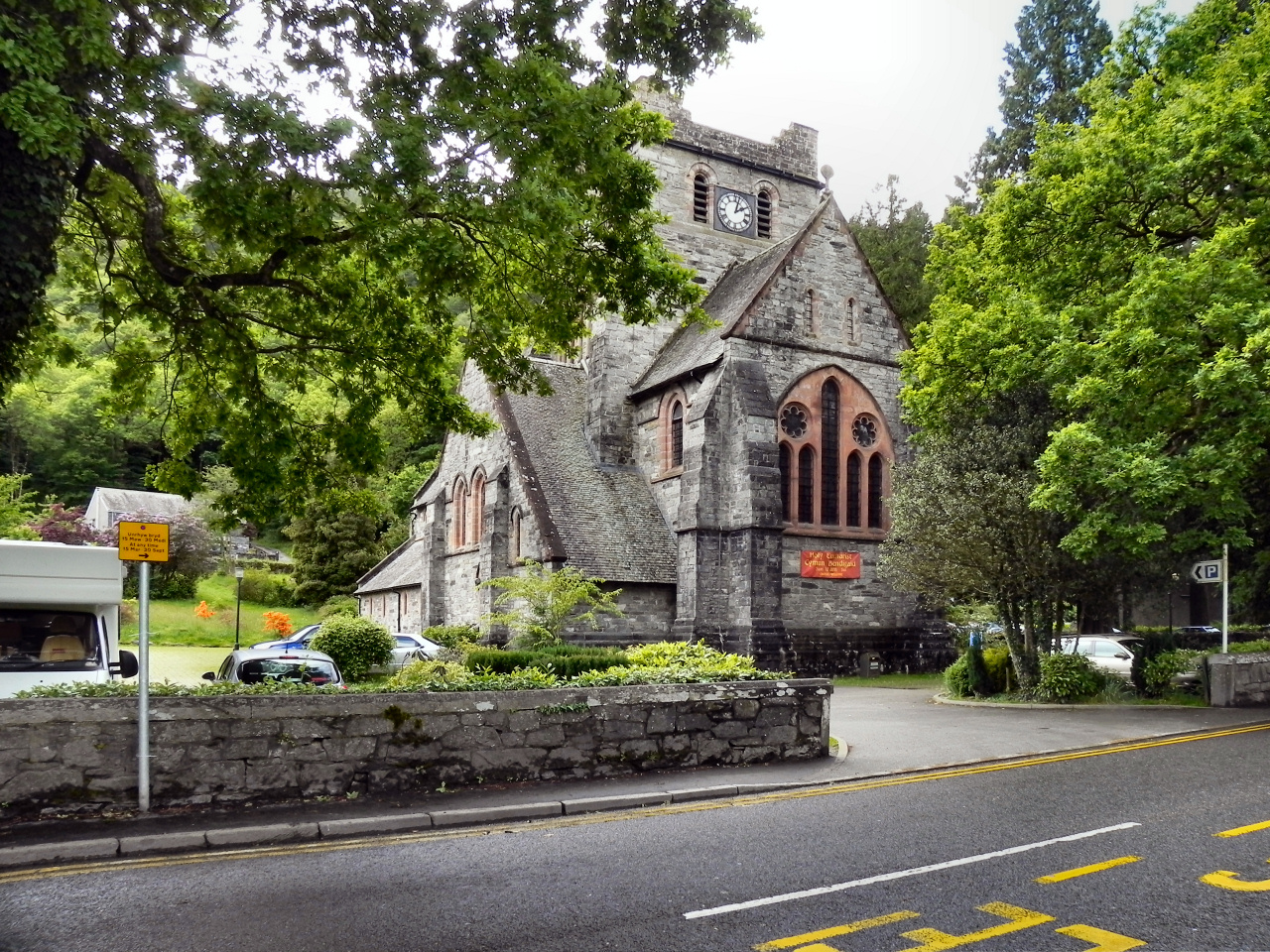
Iglesia de Santa María (Church of St Mary).

El campanario cuadrado fue completado en 1907. Se agregó un pasillo en los años 70; su piedra conmemorativa fue instalada en 1976 por el Conde de Ancaster.

## Gobierno
La parroquia, incluyendo al pueblo y la zona adyacente, tiene una población de 564 personas. También posee su propia subdivisión electoral, que incluye las dos comunidades vecinas de Capel Curig y Dolwyddelan y tiene una población de 1244 personas. La subdivisión elige un concejal municipal para el Consejo del Condado de Conwy (Conwy County Borough Council).

## Transporte
La línea de Conwy Valley pasa a través del pueblo. Las estructuras de la estación de Betws-y-Coed fueron construidas con materiales locales por el constructor local Owen Gethin Jones. La estación poseía plataformas dobles y un amplio patio para bienes. En los programas de la London, Midland and Scottish Railway (LMS), figuraba con el nombre de "Bettws-y-Coed - Station for Capel Curig". El espacio donde se encontraba el patio de bienes es ahora ocupado por el Museo del Ferrocarril del Valle de Conwy (Conwy Valley Railway Museum) y su extenso ferrocarril en miniatura.
Desde la inauguración de la A5 a principios del siglo XVIII, el pueblo aparece como un destino principal en los carteles de Snowdonia.

## Turismo

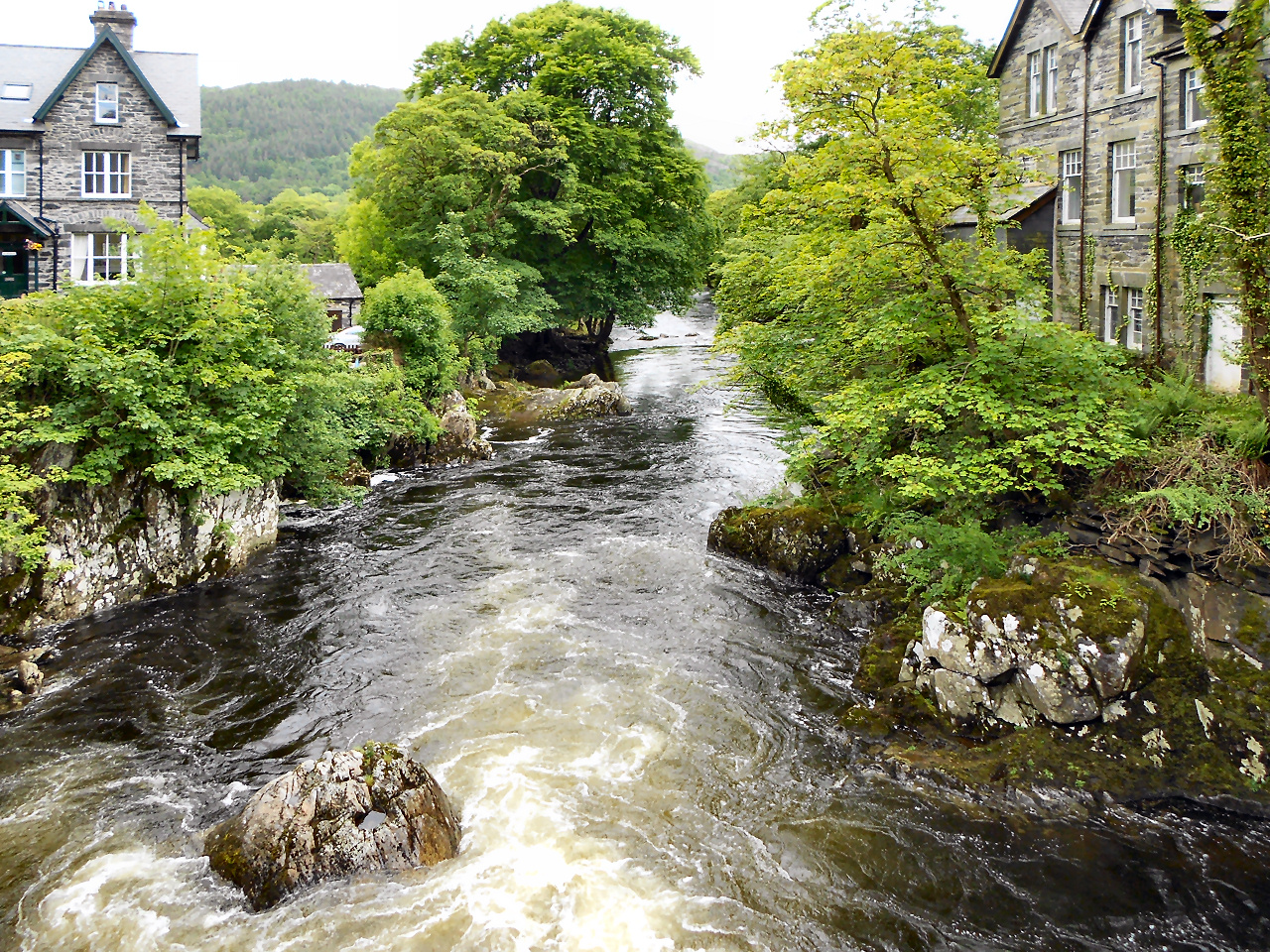
Río Llugwy (Afon Llugwy) visto desde Pont-y-Pair.

Betws-y-Coed es uno de los principales puntos turísticos en Snowdonia. El pueblo es también un centro para actividades al aire libre y se encuentra dentro del bosque de Gwydyr. El club de golf actual fue fundado en los años 70. Había, anteriormente, otro club y cancha de golf ubicado en o cerca del centro de recreación. La reserva de Llyn Elsi es popular entre caminantes y pescadores, y también provee agua para la localidad. Hay una gran cantidad de senderos que llegan al lago, tanto de la misma Betws-y-Coed como de la aldea cercana de Pentre Du. Otras atracciones incluyen el Puente de los Mineros y la iglesia de San Miguel del siglo XIV. Hay vistas y senderos escénicos junto al río Llugwy, que fluye a través del pueblo, y el río Conwy provee más atractivos, incluyendo el Fairy Glen, la escalera de peces de Conwy, y caídas de agua incluyendo las Cascadas de Conwy. Las caídas de Pont-y-Pair se encuentran en el centro del pueblo (donde también está ubicado un cañón de roca de 53 hoyos) y, 1.5 km más arriba, las Swallow Falls (Cascadas de las Golondrinas).

## Música
Una banda de rock independiente, Melys, fue fundada en Betws-y-Coed en 1997. El grupo, que canta tanto en inglés como en galés, ha grabado 11 sesiones para la BBC Radio 1 y consiguió el primer puesto en el Festive Fifty de 2001, además de ganar el premio al mejor acto en idioma galés en los Welsh Music Awards de 2002.